# Paoli (Pennsylvania)
Paoli statisztikai település az USA Pennsylvania államában, Chester megyében. Lakosainak száma 6002 fő (2020. április 1.).

## Népesség
A település népességének változása:
| Lakosok száma | 5425 | 5575 | 6002 |
|               | 2000 | 2010 | 2020 |